# Municipio de East Lancaster
El municipio de East Lancaster (en inglés: East Lancaster Township) es un municipio ubicado en el condado de Keokuk en el estado estadounidense de Iowa. En el año 2010 tenía una población de 102 habitantes y una densidad poblacional de 2,06 personas por km².

## Geografía
El municipio de East Lancaster se encuentra ubicado en las coordenadas 41°16′13″N 92°8′16″O / 41.27028, -92.13778. Según la Oficina del Censo de los Estados Unidos, el municipio tiene una superficie total de 49,49 km², de la cual 49,38 km² corresponden a tierra firme y (0,22%) 0,11 km² es agua.

## Demografía
Según el censo de 2010, había 102 personas residiendo en el municipio de East Lancaster. La densidad de población era de 2,06 hab./km². De los 102 habitantes, el municipio de East Lancaster estaba compuesto por el 98,04% blancos, el 0,98% eran afroamericanos. No había amerindios, asiáticos ni isleños del Pacífico. El 0,98% pertenecían a dos o más razas. Del total de la población el 1,96% eran hispanos o latinos de cualquier raza.